# Louis-Paul-Achille Guilhem
Pour les articles homonymes, voir Guilhem.
Louis-Paul-Achille Guilhem est un homme politique français né le 16 février 1808 à Brest (Finistère) et mort le 29 juillet 1880 à Paris.

## Biographie
Il est député du Finistère de 1839 à 1842 siégeant dans les rangs de la majorité soutenant les ministères de la Monarchie de Juillet. Il est ensuite nommé maître des requêtes au Conseil d’État.
Il meurt le 29 juillet 1880 à Paris et est inhumé au cimetière du Père-Lachaise (52e division).

## Sources
- Adolphe Robert, Edgar Bourloton et Gaston Cougny, « Louis-Paul-Achille Guilhem », Dictionnaire des parlementaires français de 1789 à 1889, Bourloton, Paris, 1889-1891, lire en ligne sur Gallica